# Blok reklamowy
Blok reklamowy – wyodrębniona część programu telewizyjnego lub radiowego, przeznaczona na reklamę i oznaczona w sposób wizualny lub dźwiękowy (np. poprzez dżingiel) na początku i na końcu bloku.
Według polskiego prawa oznaczenie reklamy powinno zawierać słowo „reklama” lub „ogłoszenie” (zazwyczaj używane jest tylko to pierwsze). Podczas emisji spotów reklamowych część stacji (na przykład telewizja publiczna czy TVN) nie emitują swojego logo ekranowego, jednakże niektóre stacje go nie wyłączają.
Europejskie prawo dopuszcza maksymalnie 12 minut reklam na godzinę, co daje 20% dobowego czasu nadawania. W Polsce, ustawa o radiofonii i telewizji zakazuje przerywania programów blokami reklamowymi w telewizji publicznej (z zakazu przerywaniu blokami reklamowymi są zwolnione transmisje sportowe i muzyczne).